# Cascabela pinifolia
Cascabela pinifolia är en oleanderväxtart som först beskrevs av Paul Carpenter Standley, Amp; Steyerm. och Leavenw., och fick sitt nu gällande namn av L.O.Alvarado och Ochot.-booth. Cascabela pinifolia ingår i släktet Cascabela och familjen oleanderväxter. Inga underarter finns listade i Catalogue of Life.